# Црква Светог Стефана у Великом Селу
 Црква Светог Стефана је црква Српске православне цркве који се налази у насељу Велико Село у београдској општини Палилула.

## Опште информације
Црква се налази у Улици Николе Тесле 2 београдском насељу Велико Село, а припада Архијерејском намесништву београдском у саставу Архиепископије београдско-карловачке.
Црква светог првомученика Стефана подигнута је 1834. године од материјала срушеног оближњег манастира свети Стефан у Сланцима, због чега је црква у народу прозвана манастирском црквом. Недовршени иконостас из манастира, који је започет 1812. је пренешен у нову цркву.
Садашња црква сазидана је за потреба оба села: Великог Села и села Сланци. Црква је фрескописана само у олтару (стање од 9. јануара 2020). Црква је посвећена летњмм Светом Стефану, односно празнику преноса моштију Светог архиђакона Стефана, 15. аугуста (2. аугуста по јулијанском календару), а главни дан празновања светог Стефана је 9. јануар.
Поред цркве, 1936. године изграђена је школа, која је била међу првих пет сеоских школа у Србији.

## Галерија
- Звоник и црква
- Звоник, подигнут 1938. године
- Спомен плоча на звонику о градњи
- Врата цркве и мозаик Светог Стефана
- Мозаик Светог Стефана